# Encyocrypta heloiseae
Encyocrypta heloiseae is een spinnensoort uit de familie Barychelidae. De soort komt voor in Nieuw-Caledonië.